# سبا خارباشویلی
سبا خارباشویلی (انگلیسی: Saba Kharebashvili؛ زادهٔ ۳ سپتامبر ۲۰۰۸) بازیکن فوتبال اهل گرجستان است که در حال حاضر برای دینامو تفلیس در پست مدافع بازی می‌کند.
از باشگاه‌هایی که در آن بازی کرده است می‌توان به دینامو تفلیس اشاره کرد.
وی همچنین در تیم‌های ملی فوتبال زیر ۱۷ سال و زیر ۱۹ سال گرجستان بازی کرده است.

## زندگی اولیه
سبا خارباشویلی در ۳ سپتامبر ۲۰۰۸ در تفلیس، گرجستان به دنیا آمد. او در دوران کودکی، تیم ملی پرتغال و بازیکن بین‌المللی آن کریستیانو رونالدو را الگوی فوتبالی خود می‌دانست و طرفدار تیم رئال مادرید از لالیگا اسپانیا بود.

## دوران باشگاهی
سبا خارباشویلی در ردهٔ جوانان به آکادمی فوتبال دینامو تفلیس پیوست و در سال ۲۰۲۴ فعالیت حرفه‌ای خود را با تیم ذخیره این باشگاه آغاز کرد. او در همان سال به تیم اصلی ارتقا یافت. او در تاریخ ۲۶ آوریل ۲۰۲۴ نخستین بازی خود را در ترکیب این تیم انجام داد؛ دیداری خانگی که با تساوی ۰–۰ برابر تلاوی در چارچوب لیگ اروزنولی ۲۰۲۴ به پایان رسید. در نخستین فصل حضورش، او به تیم کمک کرد تا به فینال جام گرجستان ۲۰۲۴ برسند، جایی که پس از تساوی ۲–۲، در ضربات پنالتی مغلوب اسپائری شدند.